# Malh des Pois
El Malh des Pois, també anomenat Forcanada, és una muntanya de 2.882,7 metres que es troba al municipi de Vielha e Mijaran, a la comarca de la Vall d'Aran.
Aquest cim està inclòs al llistat dels 100 cims de la FEEC.
La primera ascensió documentada fou el primer d'agost de 1858 per part del pirineista francès Alfred Tonnellé.

## Ruta normal
Aquest cim no és fàcil d'assolir, la ruta normal ressegueix la vall alta del riu Nere passant pel llac deth Hòro. La dificultat rau en el desnivell i el tipus de terreny que cal travessar. Des del final de la pista que puja a la banda esquerra del Nere hi ha 1376 metres de desnivell, 1531 des del pont sobre el Nere que hi ha al costat del túnel de Vielha. Una gran part de la ruta transcorre a través de tarteres, és molt vertical en els trams finals i acaba amb dos trams d'escalada de segon grau d'uns 80 i 60 metres aproximadament.